# 長野日本大学中学・高等学校
長野日本大学中学・高等学校（ながのにほんだいがくちゅうがく・こうとうがっこう）は、学校法人長野日本大学学園が経営する長野県長野市東和田にある私立中学校・高等学校。略称は「長野日大」若しくは「日大」。旧称は長野中央高等学校。
長野県内では唯一、小中高一貫教育を行っている。日本大学の準付属校であり、同大学への特別推薦入試制度がある。

## 沿革
- 1959年（昭和34年）
  - 1月24日 - 学校法人長野中央学園設立認可。
  - 1月26日 - 長野中央高等学校設置認可。
  - 4月10日 - 第1回入学式挙行。
- 1962年（昭和37年）11月1日 - 日本大学準付属高校となる。
- 1988年（昭和63年）4月1日 - 長野日本大学高等学校に校名変更。
- 2000年（平成12年）10月18日 - 長野日本大学学園に学校法人名変更。
- 2001年（平成13年）8月 - 男子ソフトテニス部　内山大谷ペアが全国高等学校総合体育大会に初出場。
- 2002年（平成14年）
  - 2月 - 男子ソフトテニス部が全日本私立高等学校選抜ソフトテニス大会に初出場。
  - 3月 - 男子ソフトテニス部が全日本高等学校選抜ソフトテニス大会に初出場。
- 2004年（平成16年）4月5日 - 長野日本大学中学校第1回入学式挙行。
- 2008年（平成20年）3月 - 野球部が第80回選抜高等学校野球大会に初出場、準々決勝に進出しベスト8入りを果たす。
- 2009年（平成21年）
  - 8月 - 野球部が第91回全国高等学校野球選手権大会に初出場、ベスト16入りを果たす。
  - 12月 - 陸上部が男子第60回全国高等学校駅伝競走大会に初出場。
- 2011年（平成23年）
  - ４月 - 付属の小学校として長野小学校開校。
  - 12月 - 男子バレーボール部が天皇杯・皇后杯全日本バレーボール選手権大会に初出場
- 2012年（平成24年）4月 - 男子バレーボール部が第17回全国私立高等学校男女バレーボール選手権大会で初優勝
- 2014年（平成26年）8月 - 弓道部（男子団体）が南関東インターハイ（東京）で準優勝・技能優秀賞（長野県初）
- 2018年（平成30年）4月 - 長野小学校を長野日本大学小学校に改称。
- 2019年（令和元年）8月 - 弓道部（女子団体）が南部九州インターハイ（宮崎）でベスト16・技能優秀賞（長野県初）
- 2023年（令和5年）4月 - 高等学校に通信制課程を設置[1]。

## 教育目標
- 学力の向上はまず人づくりから。
- 教育の理念として「啐啄同時」を掲げている。

## 学科（高等学校）

### 全日制
- 普通科
- 探究創造学科

高校3年生を除き、年間3回(6・11・2月)定期考査が実施される。
高校3年生は年間2回(6・11月)実施される。

### 通信制
- 普通科

## 学科（中学校）
- アドバンストコース
- 探究創造コース

## クラブ活動
現在以下の29クラブが活動している。
運動部を中心にクラブ活動が盛ん。野球部は春夏共に甲子園出場経験有り、男子バレーボール部は春高バレーへの出場実績が有る。また、陸上競技部や水泳部、剣道部はインターハイに数多く出場している。
- 運動クラブ(18クラブ)
  - 野球部、サッカー部、女子サッカー部、男子バレーボール部、女子バレーボール部、男子バスケットボール部、女子バスケットボール部、陸上競技部、水泳部、バドミントン部、男子ソフトテニス部、女子ソフトテニス部、硬式テニス部、卓球部、弓道部、剣道部、柔道部

野球部
第80回選抜高等学校野球大会（2008年）出場。ベスト８に進出。
第91回全国高等学校野球選手権大会（2009年）出場。ベスト16に進出。
第106回全国高等学校野球選手権大会（2024年）出場。
男子バレーボール部
春の高校バレー 4回出場。
全国高等学校バレーボール選抜優勝大会 3回出場。
高校総体 4回出場。
女子バレーボール部
全国高等学校バレーボール選抜優勝大会 1回出場。
高校総体 2回出場。
- 文化クラブ(11クラブ)
  - 吹奏楽部、合唱部、演劇部、書道部、科学部、写真部、地歴部、美術部、かるた部、茶道部、レオクラブ
- クラブ外
  - 応援団

## 主な出身者

### 野球
- 寺沢高栄（東京ヤクルトジュニア：コーチ）
- 佐藤亮太（中日ドラゴンズ：打撃投手兼記録ビデオ担当）

### バレーボール
- 浅野博亮（ジェイテクトSTINGS）
- 堀口あやか（PFUブルーキャッツ）
- 青柳京古（東レアローズ滋賀）

### 芸能
- 倉石功（俳優）
- 星セント（漫才師：星セント・ルイス）
- 水谷大輔（歌手・俳優）
- 倉田大誠（フジテレビアナウンサー）
- 古畑あずみ（信越放送アナウンサー）
- 海沼優衣（パーカッショニスト）

### その他
- 箱山愛香（アーティスティックスイミング：インプレッションコーチ）
- 山本さち子（アスペンスキー選手）
- 須田剛一（ゲームデザイナー：グラスホッパー・マニファクチュア代表取締役）
- 小林雄次（脚本家）[3]

## 最寄駅・バス停
- 北長野駅（しなの鉄道）下車（徒歩13分）
- 信濃吉田駅（長野電鉄）下車（徒歩15分）
- 長電バス長野日大ゲートウェイバス停下車（徒歩6分）